# Michail Borissowitsch Januschkewitsch
Michail Borissowitsch Januschkewitsch (russisch Михаил Борисович Янушкевич; * 27. Juni 1946) ist ein russischer bzw. ehemals sowjetischer Schauspieler.

## Laufbahn
Januschkewitsch wurde bis 1969 von Wassili Markow am Moskauer Akademischen Staatstheater ausgebildet und debütierte anschließend am Moskauer Dramatheater „Stanislawski“ in einer Dostojewski-Adaption. Er blieb diesem Haus bis 2002 verbunden, war jedoch auch auf anderen Bühnen zu sehen, u. a. am Moskauer Majakowski-Theater, dem Ukrajinka-Theater in Kyjiw sowie dem Théâtre L. Varpakhovsky in Montréal.
Sein Debüt auf der Leinwand gab Januschkewitsch 1962 in dem Jugenddrama Здравствуйте, дети! (Sdrawstwuite, deti!), das vom Gorki-Studio produziert wurde. Er trat bis 2007 als Filmdarsteller in Erscheinung, darunter dreimal in Hauptrollen. Außerdem war er als Sprecher in dem Dokumentarfilm Письма домой (Pisma domoi) über den Kreuzer Grosny zu hören.
Januschkewitsch wurde 1997 zum Verdienten Künstler der Russischen Föderation ernannt, zehn Jahre später kam der Titel Volkskünstler Russlands dazu. Die Zeitung Moskowski Komsomolez prämierte ihn außerdem für seine Rolle in Drei Schwestern.

## Theaterarbeit (Auswahl)
- Enter a Free Man – von Tom Stoppard
- Dödsdansen – von August Strindberg
- Drei Schwestern
- König Lear
- Le Triomphe de l’amour – von Pierre Carlet de Marivaux
- On dînera au lit – von Marc Camoletti

## Filmografie (Auswahl)
- 1969: Neutrale Gewässer (Neitralnyje wody)
- 1974: Start zur Kassiopeia (Moskwa – Kassiopeja)
- 1975: Roboter im Sternbild Kassiopeia (Otroki wo Wselennoi)
- 1976: Die traurige Nixe (Russalotschka)
- 1989: Der Diener (Sluga)